# Ceaulmont
Ceaulmont, parfois appelée Ceaulmont-les-Granges est une commune française située dans le département de l'Indre, en région Centre-Val de Loire.

## Géographie

### Localisation
La commune est située dans le sud du département, dans la région naturelle du Boischaut Sud.
Les communes limitrophes sont : Badecon-le-Pin (2 km), Gargilesse-Dampierre (2 km), Le Menoux (3 km), Baraize (4 km), Bazaiges (4 km), Celon (6 km), Le Pêchereau (7 km) et Argenton-sur-Creuse (8 km).
Les communes chefs-lieux et préfectorales sont : Argenton-sur-Creuse (8 km), La Châtre (32 km), Châteauroux (33 km), Le Blanc (41 km) et Issoudun (57 km).

### Hameaux et lieux-dits
Les hameaux et lieux-dits de la commune sont : la Prune, Villarnoux, la Croix, le Multon, le Petit Multon, Auvergne, Chenet, la Petite Barre, la Grande Barre, la Châtaigne, Renault, le Buret, Lavaud, les Champsblancs et les Granges.

### Géologie et hydrographie
La commune est classée en zone de sismicité 2, correspondant à une sismicité faible.
Le territoire communal est arrosé par la rivière Creuse.

### Climat
Pour des articles plus généraux, voir Climat du Centre-Val de Loire et Climat de l'Indre.
En 2010, le climat de la commune est de type climat océanique dégradé des plaines du Centre et du Nord, selon une étude du CNRS s'appuyant sur une série de données couvrant la période 1971-2000. En 2020, Météo-France publie une typologie des climats de la France métropolitaine dans laquelle la commune est exposée à un climat océanique altéré et est dans la région climatique  Ouest et nord-ouest du Massif Central, caractérisée par une pluviométrie annuelle de 900 à 1 500 mm, maximale en automne et en hiver.
Pour la période 1971-2000, la température annuelle moyenne est de 11,5 °C, avec une amplitude thermique annuelle de 15,3 °C. Le cumul annuel moyen de précipitations est de 814 mm, avec 11,3 jours de précipitations en janvier et 7,6 jours en juillet. Pour la période 1991-2020, la température moyenne annuelle observée sur la station météorologique de Météo-France la plus proche, « Éguzon », sur la commune d'Éguzon-Chantôme à 10 km à vol d'oiseau, est de 12,1 °C et le cumul annuel moyen de précipitations est de 934,4 mm,. Pour l'avenir, les paramètres climatiques de la commune estimés pour 2050 selon différents scénarios d'émission de gaz à effet de serre sont consultables sur un site dédié publié par Météo-France en novembre 2022.

### Voies de communication et transports
Le territoire communal est desservi par les routes départementales : 5, 5B, 38E, 54, 54D et 913.
La ligne des Aubrais - Orléans à Montauban-Ville-Bourbon passe par le territoire communal. La gare ferroviaire la plus proche est la gare d'Argenton-sur-Creuse, à 10 km.
Ceaulmont est desservie par la ligne K du Réseau de mobilité interurbaine.
L'aéroport le plus proche est l'aéroport de Châteauroux-Centre, à 45 km.
Le territoire communal est traversé par le sentier de grande randonnée de pays du Val de Creuse.

## Urbanisme

### Typologie
Au 1er janvier 2024, Ceaulmont est catégorisée commune rurale à habitat dispersé, selon la nouvelle grille communale de densité à sept niveaux définie par l'Insee en 2022.
Elle est située hors unité urbaine. Par ailleurs la commune fait partie de l'aire d'attraction d'Argenton-sur-Creuse, dont elle est une commune de la couronne,. Cette aire, qui regroupe 7 communes, est catégorisée dans les aires de moins de 50 000 habitants,.

### Occupation des sols
L'occupation des sols de la commune, telle qu'elle ressort de la base de données européenne d’occupation biophysique des sols Corine Land Cover (CLC), est marquée par l'importance des territoires agricoles (87,5 % en 2018), une proportion sensiblement équivalente à celle de 1990 (88 %). La répartition détaillée en 2018 est la suivante : 
prairies (44,8 %), zones agricoles hétérogènes (36,1 %), forêts (8,4 %), terres arables (6,6 %), zones urbanisées (2,1 %), eaux continentales (2,1 %). L'évolution de l’occupation des sols de la commune et de ses infrastructures peut être observée sur les différentes représentations cartographiques du territoire : la carte de Cassini (XVIIIe siècle), la carte d'état-major (1820-1866) et les cartes ou photos aériennes de l'IGN pour la période actuelle (1950 à aujourd'hui).

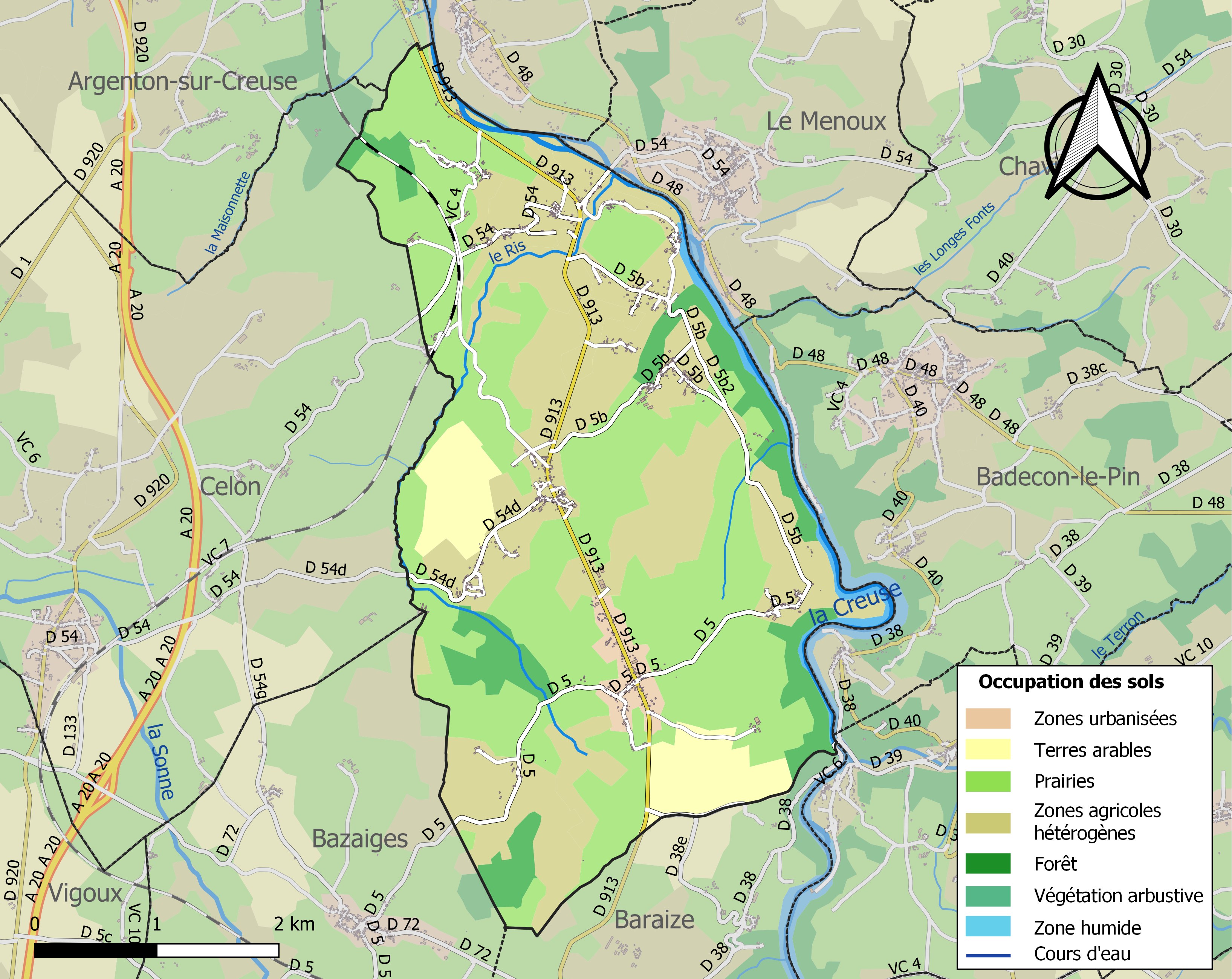
Carte des infrastructures et de l'occupation des sols de la commune en 2018 (CLC).

### Logement
Le tableau ci-dessous présente le détail du secteur des logements de la commune :
| Date du relevé                                              | 2013   | 2015   |
| Nombre total de logements                                   | 467    | 462    |
| Résidences principales                                      | 71,2 % | 70,7 % |
| Résidences secondaires                                      | 16,8 % | 16 %   |
| Logements vacants                                           | 12,1 % | 13,2 % |
| Part des ménages propriétaires de leur résidence principale | 85,2 % | 87 %   |

### Risques majeurs
Le territoire de la commune de Ceaulmont est vulnérable à différents aléas naturels : météorologiques (tempête, orage, neige, grand froid, canicule ou sécheresse), inondations, mouvements de terrains et séisme (sismicité faible). Il est également exposé à un risque technologique, la rupture d'un barrage, et à un risque particulier : le risque de radon. Un site publié par le BRGM permet d'évaluer simplement et rapidement les risques d'un bien localisé soit par son adresse soit par le numéro de sa parcelle.

#### Risques naturels
Certaines parties du territoire communal sont susceptibles d’être affectées par le risque d’inondation par débordement de cours d'eau, notamment la Creuse. La commune a été reconnue en état de catastrophe naturelle au titre des dommages causés par les inondations et coulées de boue survenues en 1982, 1983, 1990, 1999 et 2008,.

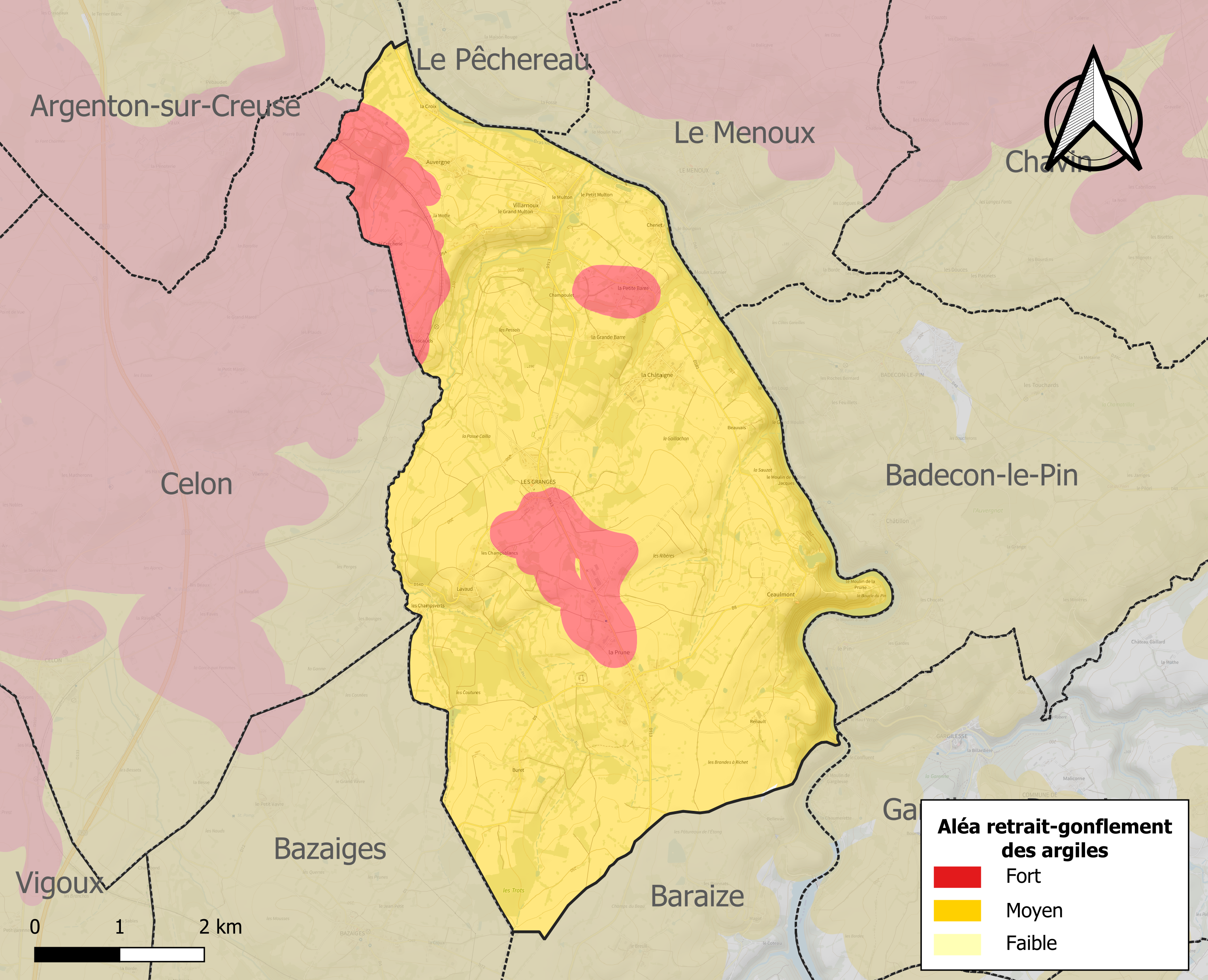
Carte des zones d'aléa retrait-gonflement des sols argileux de Ceaulmont.

Les mouvements de terrains susceptibles de se produire sur la commune sont des tassements différentiels.
Le retrait-gonflement des sols argileux est susceptible d'engendrer des dommages importants aux bâtiments en cas d’alternance de périodes de sécheresse et de pluie. La totalité de la commune est en aléa moyen ou fort (84,7 % au niveau départemental et 48,5 % au niveau national). Sur les 452 bâtiments dénombrés sur la commune en 2019, 452 sont en aléa moyen ou fort, soit 100 %, à comparer aux 86 % au niveau départemental et 54 % au niveau national. Une cartographie de l'exposition du territoire national au retrait gonflement des sols argileux est disponible sur le site du BRGM,.
Concernant les mouvements de terrains, la commune a été reconnue en état de catastrophe naturelle au titre des dommages causés par la sécheresse en 1990, 1992, 2002, 2011, 2016, 2018 et 2019 et par des mouvements de terrain en 1983 et 1999.

#### Risques technologiques
La commune est en outre située en aval du Barrage d'Éguzon, de classe A et faisant l'objet d'un PPI, mis en eau en 1926, d’une hauteur de 58 mètres et retenant un volume de 57,3 millions de mètres cubes. À ce titre elle est susceptible d’être touchée par l’onde de submersion consécutive à la rupture de cet ouvrage.

#### Risque particulier
Dans plusieurs parties du territoire national, le radon, accumulé dans certains logements ou autres locaux, peut constituer une source significative d’exposition de la population aux rayonnements ionisants. Toutes les communes du département sont concernées par le risque radon à un niveau plus ou moins élevé. Selon la classification de 2018, la commune de Ceaulmont est classée en zone 2, à savoir zone à potentiel radon faible mais sur lesquelles des facteurs géologiques particuliers peuvent faciliter le transfert du radon vers les bâtiments.

## Toponymie
Le nom de la commune apparaît sous les formes Bellus Mons en 1327, Celsus Mons en 1351, puis Ecclesia de Celseo monte en 1648.
Ceaulmont tire son nom de sa situation en hauteur, sur l’un des sommets dominant la vallée de la Creuse. Il s'agit d’un composé latin formé de l’adjectif celsus (« élevé ») et de mons (« mont, hauteur »).

## Histoire
La commune fut rattachée de 1973 à 2015 au canton d'Éguzon-Chantôme et du 1er janvier 2006 au 31 décembre 2016 à la communauté de communes du pays d'Éguzon - Val de Creuse.

## Politique et administration

### Rattachements administratifs et électoraux
La commune dépend de l'arrondissement de Châteauroux, du canton d'Argenton-sur-Creuse, de la deuxième circonscription de l'Indre et de la communauté de communes Éguzon - Argenton - Vallée de la Creuse.

### Liste des maires
| Période    | Période  | Identité              | Étiquette | Qualité |
| ---------- | -------- | --------------------- | --------- | --- |
| mars 1971, | En cours | Pierre Petitguillaume | DVD       | Conseiller général d'Éguzon-Chantôme (1992-2011) Président de la Chambre de métiers de l'Indre (1992-2011) Président de la communauté de communes du pays d'Éguzon - Val de Creuse (2014-) Artisan garagiste retraité |

## Population et société

### Démographie
L'évolution du nombre d'habitants est connue à travers les recensements de la population effectués dans la commune depuis 1793. Pour les communes de moins de 10 000 habitants, une enquête de recensement portant sur toute la population est réalisée tous les cinq ans, les populations de référence des années intermédiaires étant quant à elles estimées par interpolation ou extrapolation. Pour la commune, le premier recensement exhaustif entrant dans le cadre du nouveau dispositif a été réalisé en 2006.

En 2022, la commune comptait 673 habitants, en évolution de −7,55 % par rapport à 2016 (Indre : −3 %, France hors Mayotte : +2,11 %).
| 1793 | 1800 | 1806 | 1821  | 1831  | 1836  | 1841  | 1846  | 1851  |
| ---- | ---- | ---- | ----- | ----- | ----- | ----- | ----- | ----- |
| 970  | 928  | 932  | 1 091 | 1 107 | 1 190 | 1 173 | 1 188 | 1 175 |

| 1856  | 1861  | 1866  | 1872  | 1876  | 1881  | 1886  | 1891  | 1896  |
| ----- | ----- | ----- | ----- | ----- | ----- | ----- | ----- | ----- |
| 1 101 | 1 123 | 1 119 | 1 107 | 1 149 | 1 117 | 1 159 | 1 137 | 1 103 |

| 1901  | 1906  | 1911 | 1921 | 1926 | 1931 | 1936 | 1946 | 1954 |
| ----- | ----- | ---- | ---- | ---- | ---- | ---- | ---- | ---- |
| 1 073 | 1 004 | 936  | 813  | 765  | 738  | 693  | 635  | 683  |

| 1962 | 1968 | 1975 | 1982 | 1990 | 1999 | 2006 | 2011 | 2016 |
| ---- | ---- | ---- | ---- | ---- | ---- | ---- | ---- | ---- |
| 634  | 603  | 579  | 628  | 621  | 651  | 712  | 726  | 728  |

| 2021 | 2022 | - | - | - | - | - | - | - |
| ---- | ---- | - | - | - | - | - | - | - |
| 690  | 673  | - | - | - | - | - | - | - |

### Enseignement
La commune dépend de la circonscription académique de La Châtre.

### Sports
Un site de baignade surveillé (plage de Chenet) est présent dans la commune.

### Médias
La commune est couverte par les médias suivants : La Nouvelle République du Centre-Ouest, Le Berry républicain, L'Écho - La Marseillaise, La Bouinotte, Le Petit Berrichon, L'Écho du Berry, France 3 Centre-Val de Loire, Berry Issoudun Première, Vibration, Forum, France Bleu Berry et RCF en Berry.

## Économie
La commune se situe dans la zone d’emploi de Châteauroux et dans le bassin de vie d’Argenton-sur-Creuse.

## Culture locale et patrimoine
- Château de la Prune-au-Pot : le château est constitué de quatre tours, de fossés larges de 10 mètres et de murailles hautes de 12 mètres ; des trois tours subsistantes, deux sont rondes (tours Colin et de la Fontaine) et la troisième rectangulaire. Dès le début du XVIIe siècle, le château était inhabité et dégradé. Des restaurations sont en cours[40].
- Barrage de La Roche-Bat-L'Aigue
- Pont Noir
- Boucle du Pin
- Église Saint-Saturnin (XIIIe siècle)
- Église Saint-Joseph (XIXe siècle)
- Chapelle (XVIIe siècle)
- Monument aux morts
- Pierre à la Marte des Granges : dolmen.

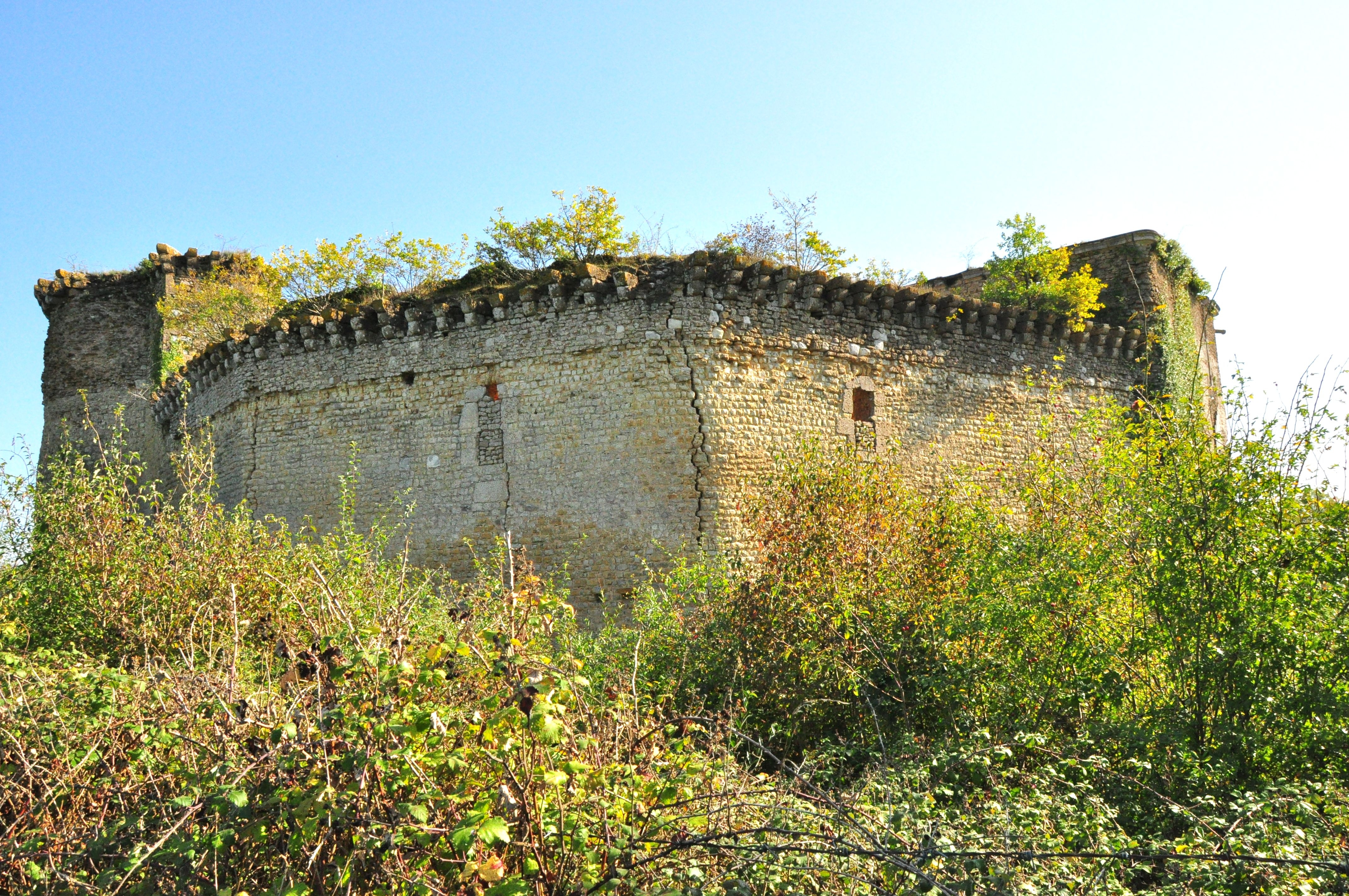
Le château de la Prune au Pot en 2010.
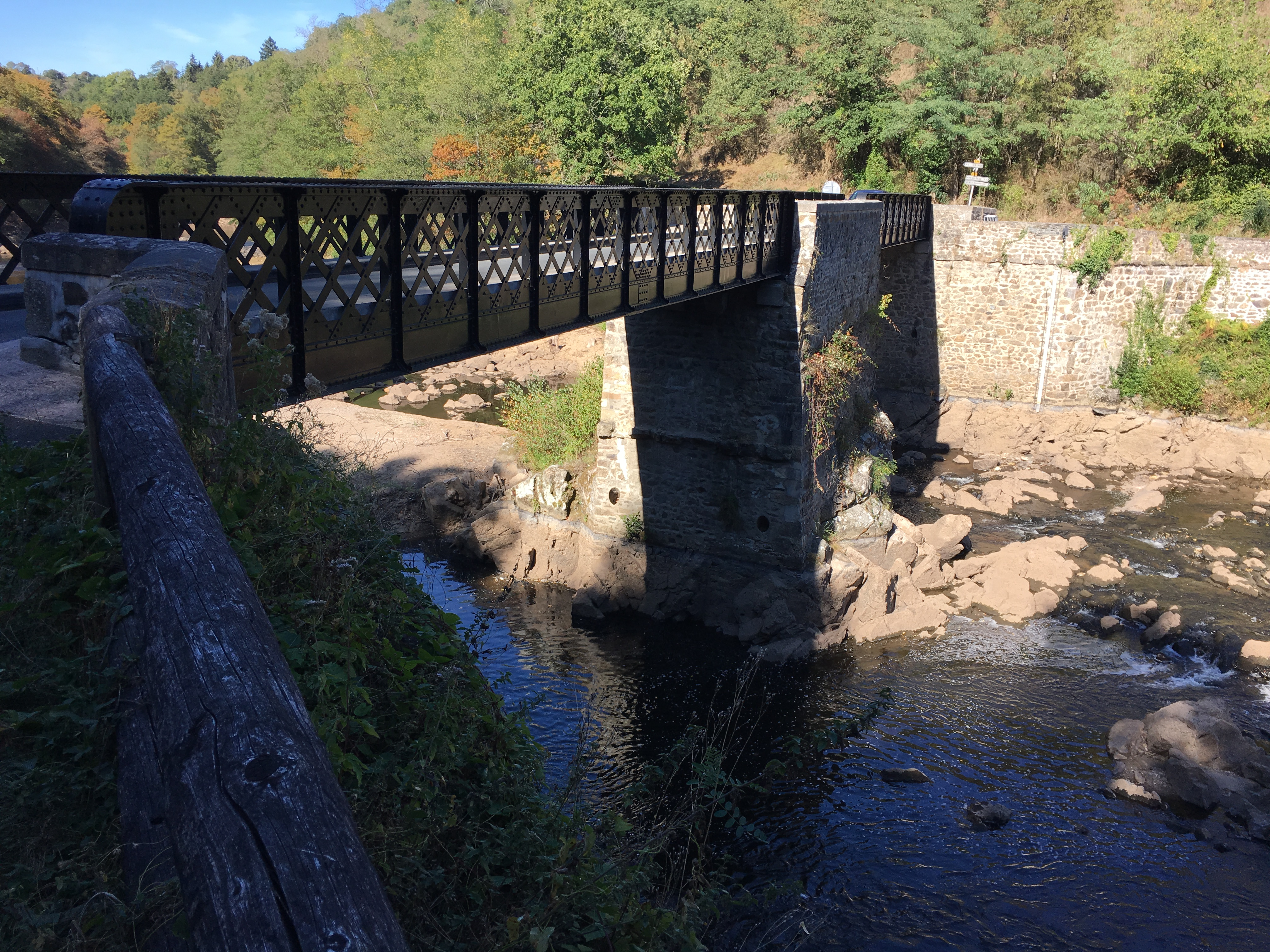
Le Pont Noir en 2018.
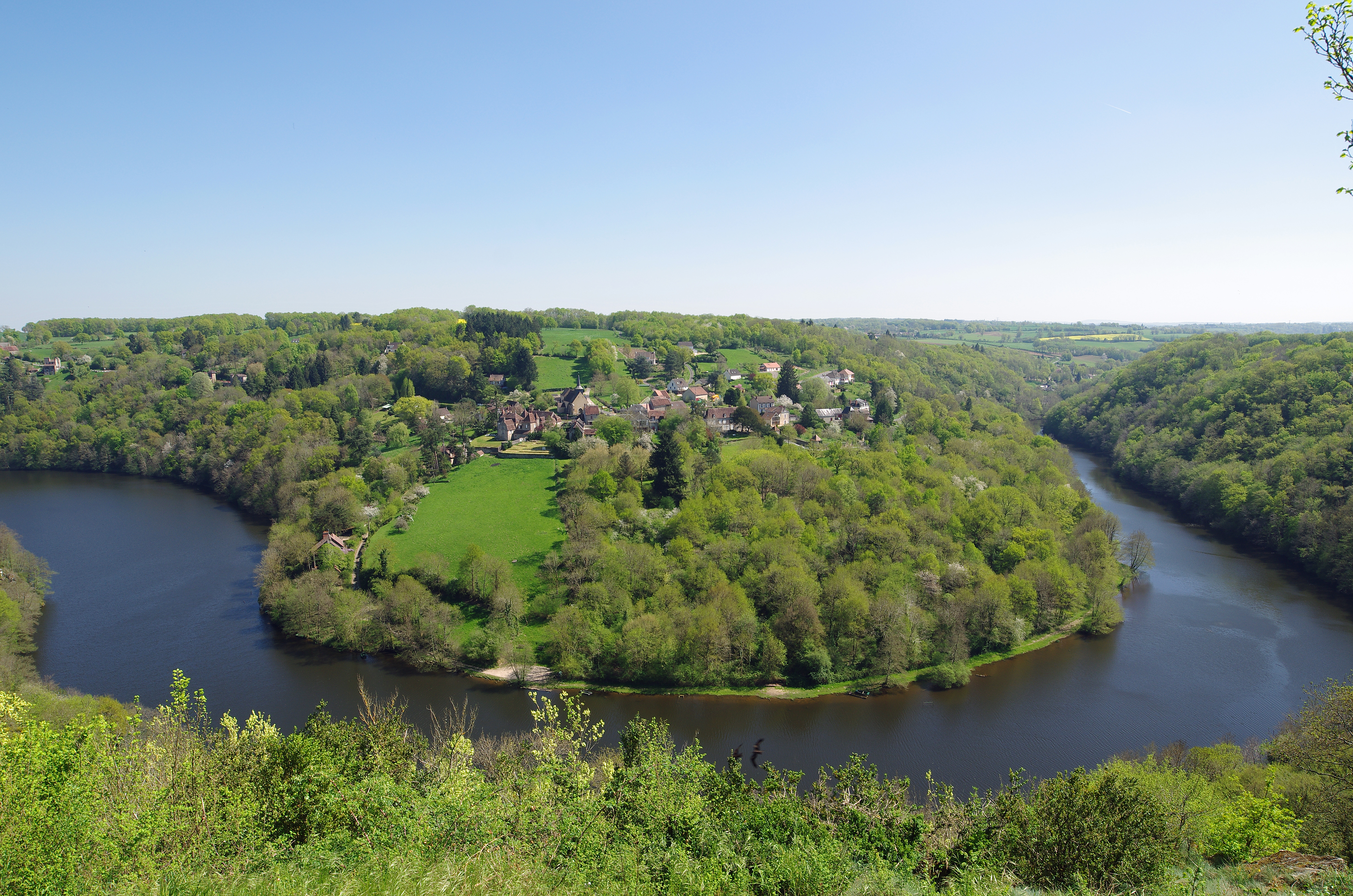
Le méandre du Pin vu depuis le belvédère de Badecon-le-Pin qui domine la vallée de la Creuse.

### Personnalités liées à la commune
- Jean-Baptiste Aucler-Descottes (1737-1826), propriétaire d'une maison à Villarnoux[41].
- Ernest Mingasson ( 1830-1913), député, châtelain de Villarnoux
- Arthur Mingasson, son frère, propriétaire du Château de la Prune-au-Pot
- Maurice Rollinat (1846-1903), poète français.
- Roland Despains (1920-2003), résistant français, décédé à Ceaulmont.